# Casa Souto
Das Casa Souto ist ein Bauwerk in der uruguayischen Landeshauptstadt Montevideo.
Das 1928 durch den Architekten Carlos Gómez Gavazzo, der infolge einer 1932 durch die Fakultät für Architektur der Universidad de la República empfangenen Auszeichnung später im Studio Le Corbusiers tätig war, unter Mitwirkung von Carlos Molins errichtete Gebäude befindet sich im Barrio Parque Rodó am Bulevar Gral. Artigas 541, Ecke Ing. Eduardo García de Zúñiga. Das über sehr geometrische Formen verfügende und sehr funktional ausgerichtete und somit dem Funktionalismus Le Corbusiers zuzuordnende Casa Souto gehört zu den bedeutendsten Gebäuden des Barrios. Seine Architektur wird auch als wichtiges Beispiel der nationalen Moderne beschrieben.
Das Casa Souto, auch unter der Bezeichnung Vivienda Valerio Souto geführt, wurde 1995 zum städtischen Kulturgut (Bien de Interés Municipal) erklärt.